# Pteronotus macleayii
Pteronotus macleayii é uma espécie de morcego da família Mormoopidae. Pode ser encontrada em Cuba e na Jamaica, extinta nas Bahamas.